# Basler Volksblatt
Das Basler Volksblatt war eine katholische Zeitung, die von 1873 bis 1982 in Basel in der Schweiz erschien.
Die Gründung des Basler Volksblatts erfolgte 1873 im Rahmen des Schweizer Kulturkampfes. Ziel der wöchentlich erscheinenden Zeitung war die Förderung der Einheit und der Solidarität der katholischen Bevölkerung im mehrheitlich reformierten und liberalen Basel. Mit ihr erschien zum ersten Mal in der Schweiz eine Zeitung der Diaspora. Sie entwickelte sich zu einem kämpferischen Blatt und ging 1890 zur täglichen Ausgabe über.
Die Auflage der Zeitung stieg von anfänglich 1'000 auf über 8.000 Exemplare zu Beginn des 20. Jahrhunderts. Der zunehmende Konkurrenzkampf in Basel mit schliesslich fünf Tageszeitungen und die abflauenden konfessionellen Gegensätze bedrohten allmählich das inzwischen zum CVP-Organ gewordene Basler Volksblatt in seiner Existenz. Nach ersten Versuchen der Zusammenarbeit mit anderen katholischen Zeitungen kam es 1982 (letzte Auflagenzahl 9'600) zur Fusion mit der katholischen Nordschweiz, die den Titel Basler Volksblatt im Untertitel weiterführte. Auch diese Zeitung ging im September 1992 ein (letzte Auflagenzahl 11.000) und wurde von der bürgerlichen Basellandschaftlichen Zeitung übernommen.